# 安那托利亞語族
安那托利亞語族是印歐語系下的一族語言（在有些分類中，此族不屬於印歐語系，但極為接近）。

## 概述
此語族語言曾在小亞細亞使用，目前已消亡，包括赫梯語、盧維語（“赫梯象形文字”使用的語言）和Palaic語。其後是呂底亞語和呂西亞語，現存文獻只有一些銘文碑刻而已。
1906年，德國科學家於小亞細亞中部發掘出重要的文物，在博阿玆柯伊（哈圖薩）發現了古赫梯帝國的首都，公元前1900至1200年此帝國盛極一時。遺址中發掘出成千上萬的粘土板，上面寫有楔形文字，大多數是從公元前17到14世紀遺留下來的。1916到1917年，贝德日赫·赫罗兹尼發現此語屬於印歐語系。赫梯語的構詞比其他古印歐語言要簡單，或許印歐語系的一些特徵在赫梯語中消失，或許其他語言後來繼續演變。此語含有的很多古語特徵對語言學研究來説極為重要。在這些黏土板中也發現了其他一些語言。

## 分支
- 卡里亞語 Carian (xcr)
- 呂底亞語 Lydian (xld)
- 赫梯語支 Hittite (hit)
  - 舊赫梯語 Old Hittite (oht)
  - 中赫梯語 Middle-Hittite (htx)
  - 新赫梯語 Neo-Hittite (nei)
- Palaic (plq)
- Pisidian (xps)
- Sidetic (xsd)
- 盧維語支
  - 盧維語（象形文字）（Hieroglyphic Luwian）(hlu)
  - 盧維語（楔形文字）（Cuneiform Luwian）(xlu)
  - 呂西亞語（Lycian、曾稱 Lycian A）(xlc)
  - Milyan（曾稱 Lycian B） (imy)

## 參看
- 印度-赫梯語（英语：Indo-Hittite）
- 語言系屬分類

## 外部連結
- Anatolian Languages (by D. E. Landon)
- "Lenguas Anatolias" ( 2009-10-25), Linguæ Imperii. (in Spanish) – includes map and timeline of Anatolian languages.